# Tizi Gheniff
Tizi Gheniff (în arabă تيزى غنيف) este o comună din provincia Tizi Ouzou, Algeria.
Populația comunei este de 29.409 locuitori (2008).